# Marlene Lapp
Marlene Lapp (1970 ) es una botánica, y profesora venezolana. En 1992 obtuvo su licenciatura en biología, con la defensa de la tesis. Desarrolla actividades académicas en el "Instituto de Botánica Agrícola", Facultad de Agronomía, Maracay, Estado Aragua, Universidad Central de Venezuela. También ha trabajado en la polínica de las solanáceas.
También opera como curadora en el fortalecimiento del Herbario de la "Facultad de Agronomía “Víctor M. Badillo”", como un centro de investigación de la biodiversidad en Venezuela.

## Publicaciones
- paola Ubiergo, marlene Lapp, pedro Torrecilla 2009. Morfología del polen de especies de Gongylolepis (Mutisieae: Asteraceae) de la Guayana venezolana (The pollen morphology of species of Gongylolepis (Mutisiae: Asteraceae) in the Venezuelan Guayana). Anales del Jardín Botánico de Madrid 66 ( 1): 93-107 resumen en líneaen línea

- marlene Lapp, damelis Jáuregui, thirza Ruíz-Zapata. 2004. Anatomía foliar de ocho especies venezolanas del género Oyedaea DC. (Asteraceae-Heliantheae). Acta Bot. Venez. 27 ( 1) ISSN 0084-5906 en línea

- ----------------, m. Castro. 2004. Estudio palinológico de especies venezolanas del género Oyedaeae DC. (Asteraceae). Ernstia 14 (1-4): 53-67

- ----------------, v. Badillo, t. Ruíz. 2003. El género Oyedaea (Asteraceae-Heliantheae) para Venezuela. Ernstia. 13 (3-4)

- m. garcía, marlene Lapp, m. Castro, p. Torrecilla. 2000. Anatomía foliar comparada de cuatro especies del género Pereskia (Plum.) Miller (Cactaceae). Ernstia 10: 27–41

### Libros
- carmen e. Benítez de Rojas. 1996.

## Honores
Miembro de
- "Asociación Venezolana para el Avance de la Ciencia"

- La abreviatura «Lapp» se emplea para indicar a Marlene Lapp como autoridad en la descripción y clasificación científica de los vegetales.[6]